# Palais Brongniart

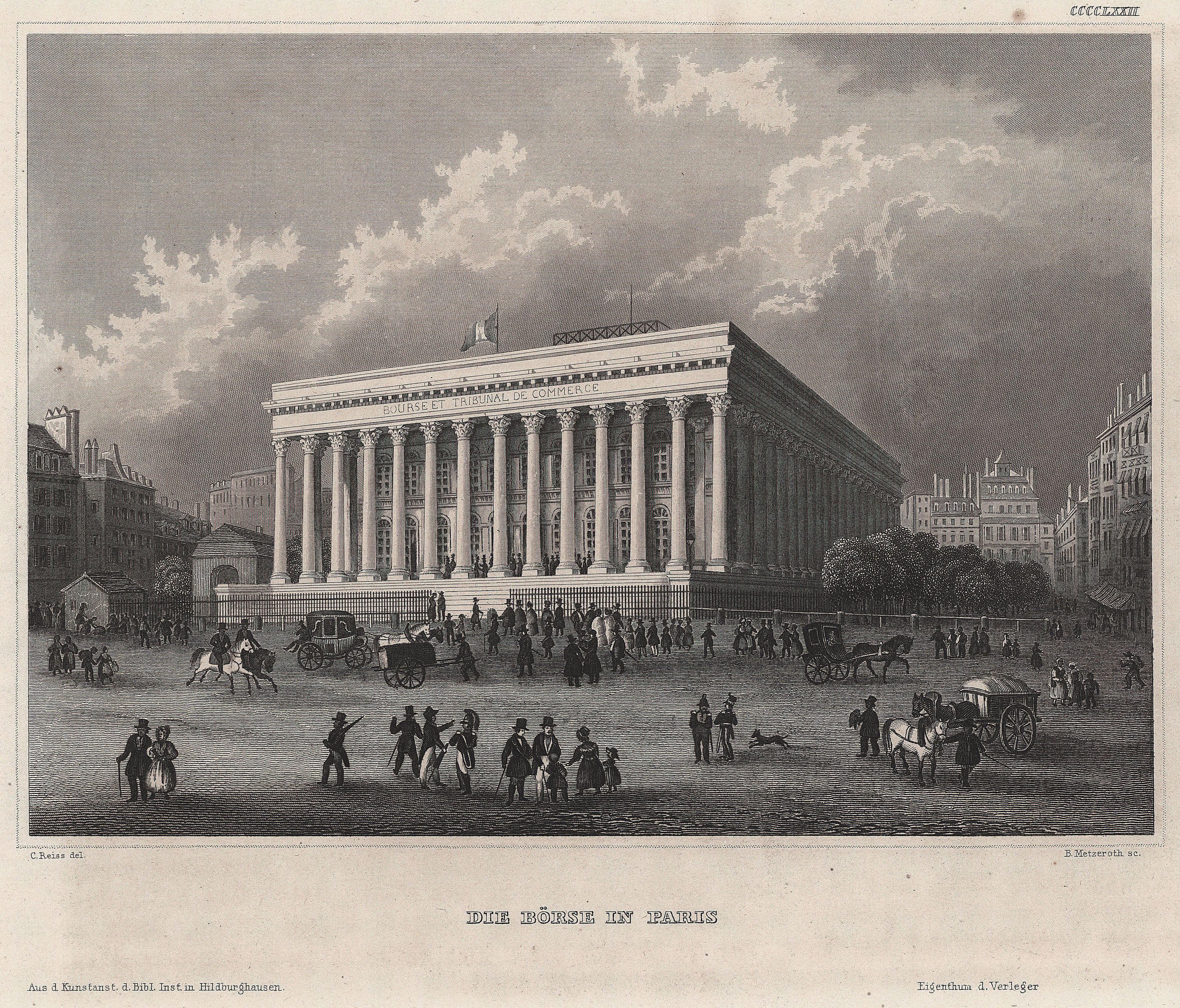
Die Pariser Börse um 1844

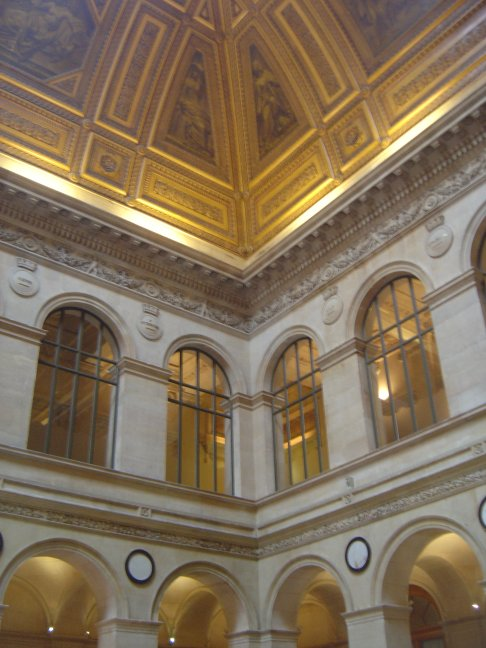
Palais Brongniart von innen

Das Palais Brongniart liegt im 2. Arrondissement von Paris und ist heute ein Sitz der Vierländer-Börse Euronext. Früher beherbergte das Gebäude die Pariser Börse und wurde daher auch Palais de la bourse (Palast der Börse) genannt.

## Geschichte
Napoléon Bonaparte beauftragte 1807 den Architekten Alexandre-Théodore Brongniart mit dem Bau der Pariser Börse. Dieser starb allerdings vor der Fertigstellung des Gebäudes am 6. Juni 1813. Von den vielen Kandidaten, die sich als Nachfolger bewarben, wie z. B. François-Joseph Bélanger und Louis-Pierre Baltard, setzte sich schließlich Eloi Labarre (1764–1833) durch und vollendete den Bau im November 1825.

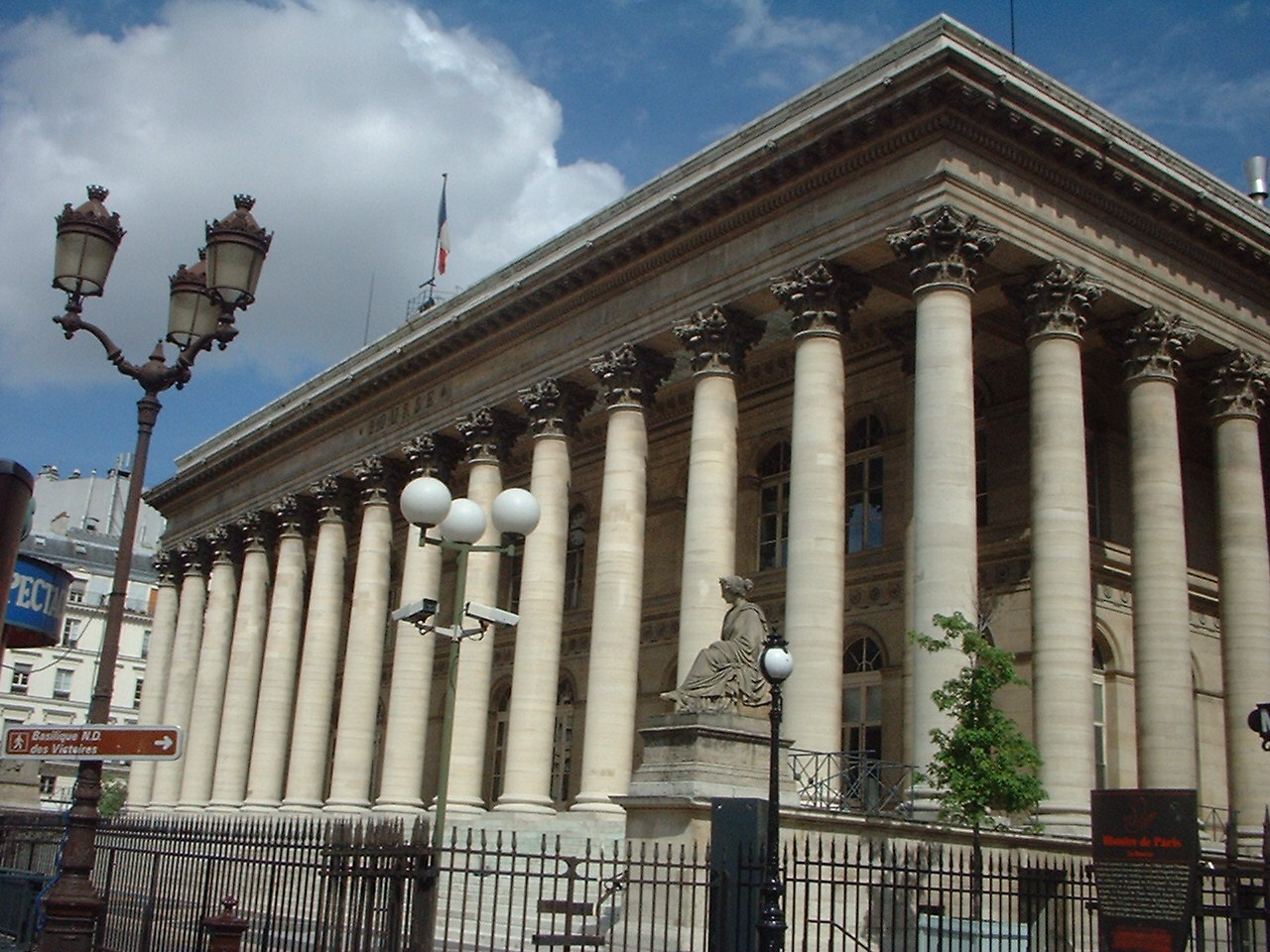
Palais Brongniart
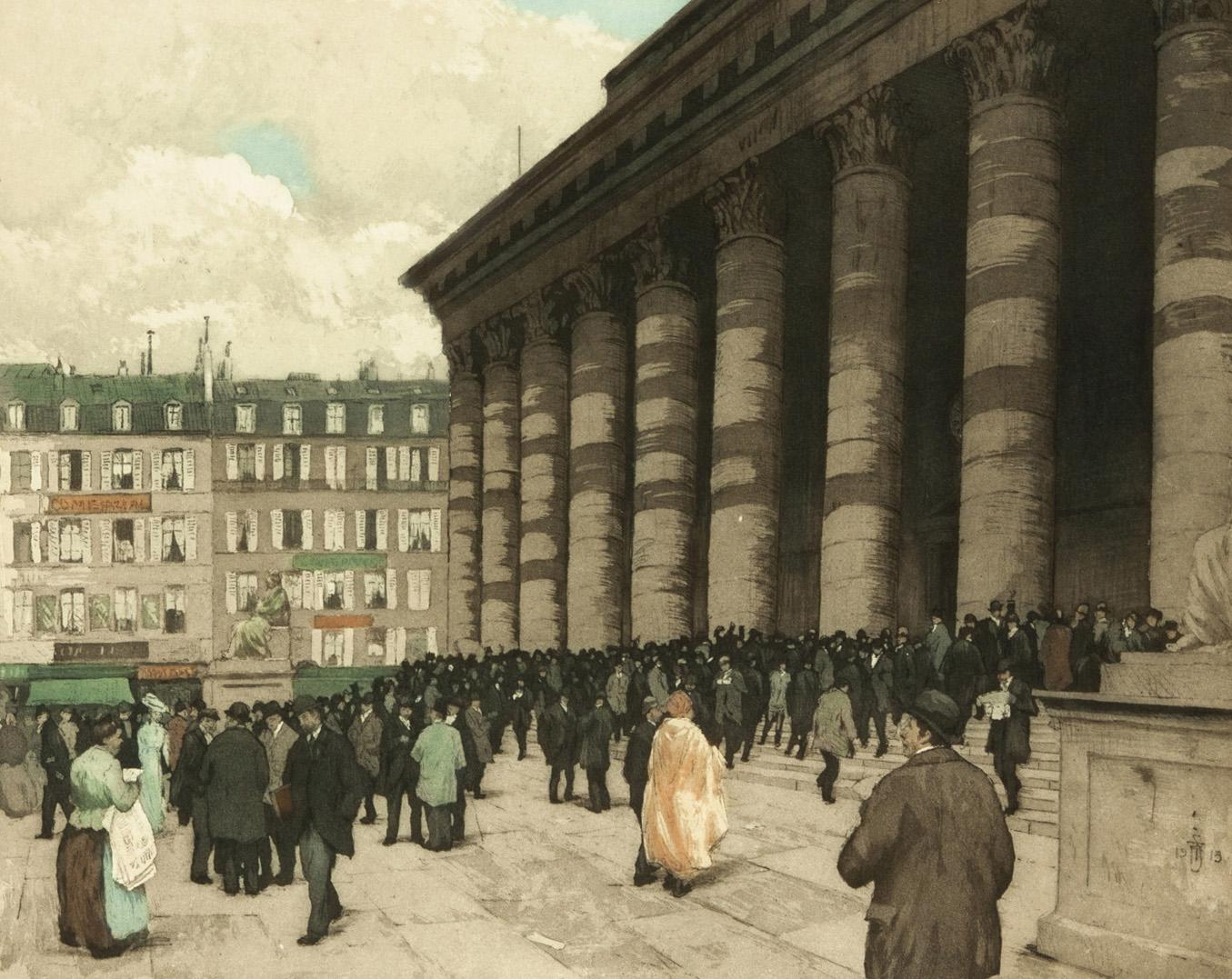
Das Palais Brongniart, Gemälde von Tavik Frantisek Simon aus dem Jahre 1900
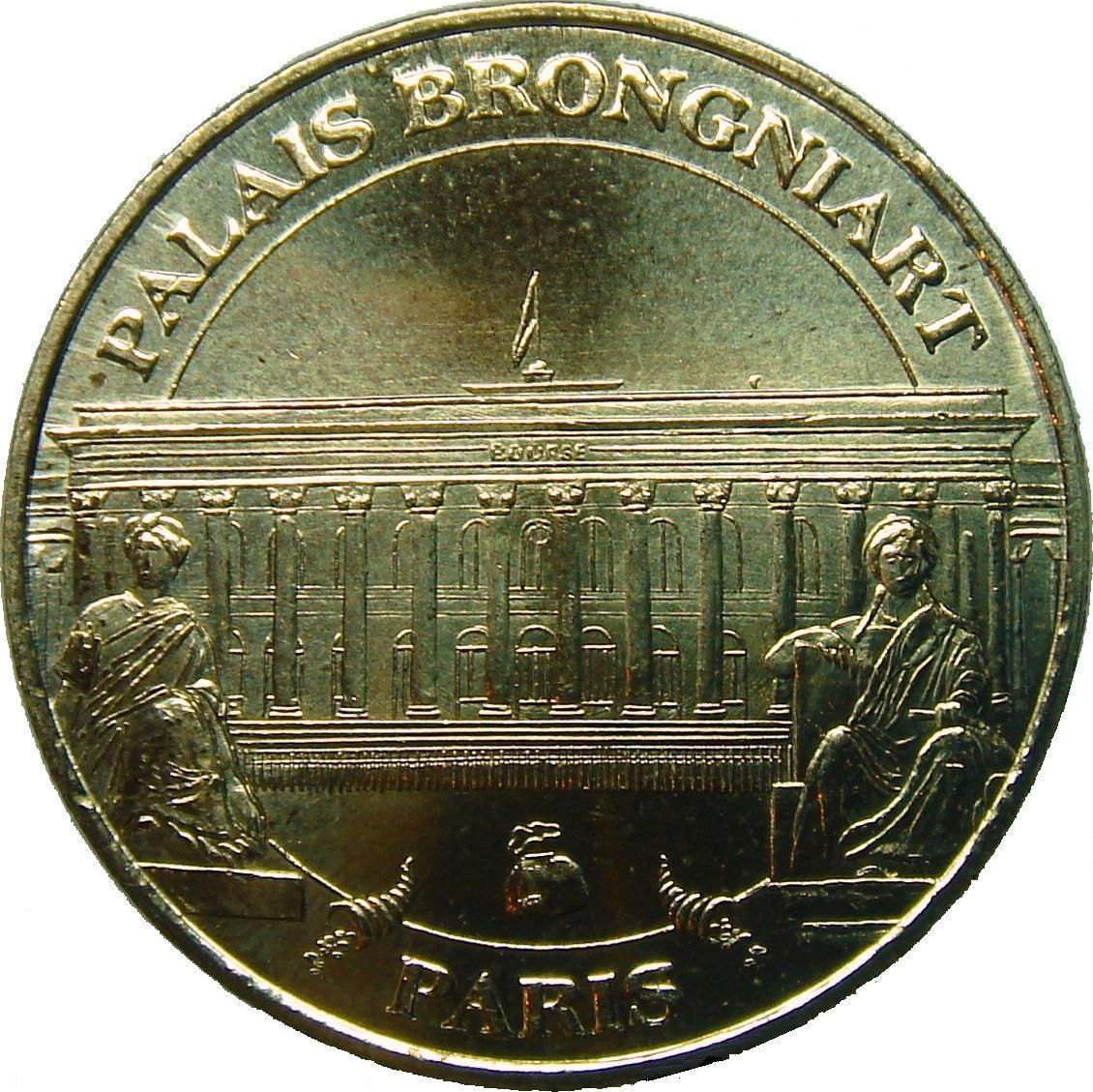
Souveniermdaille des Palais Brongniart
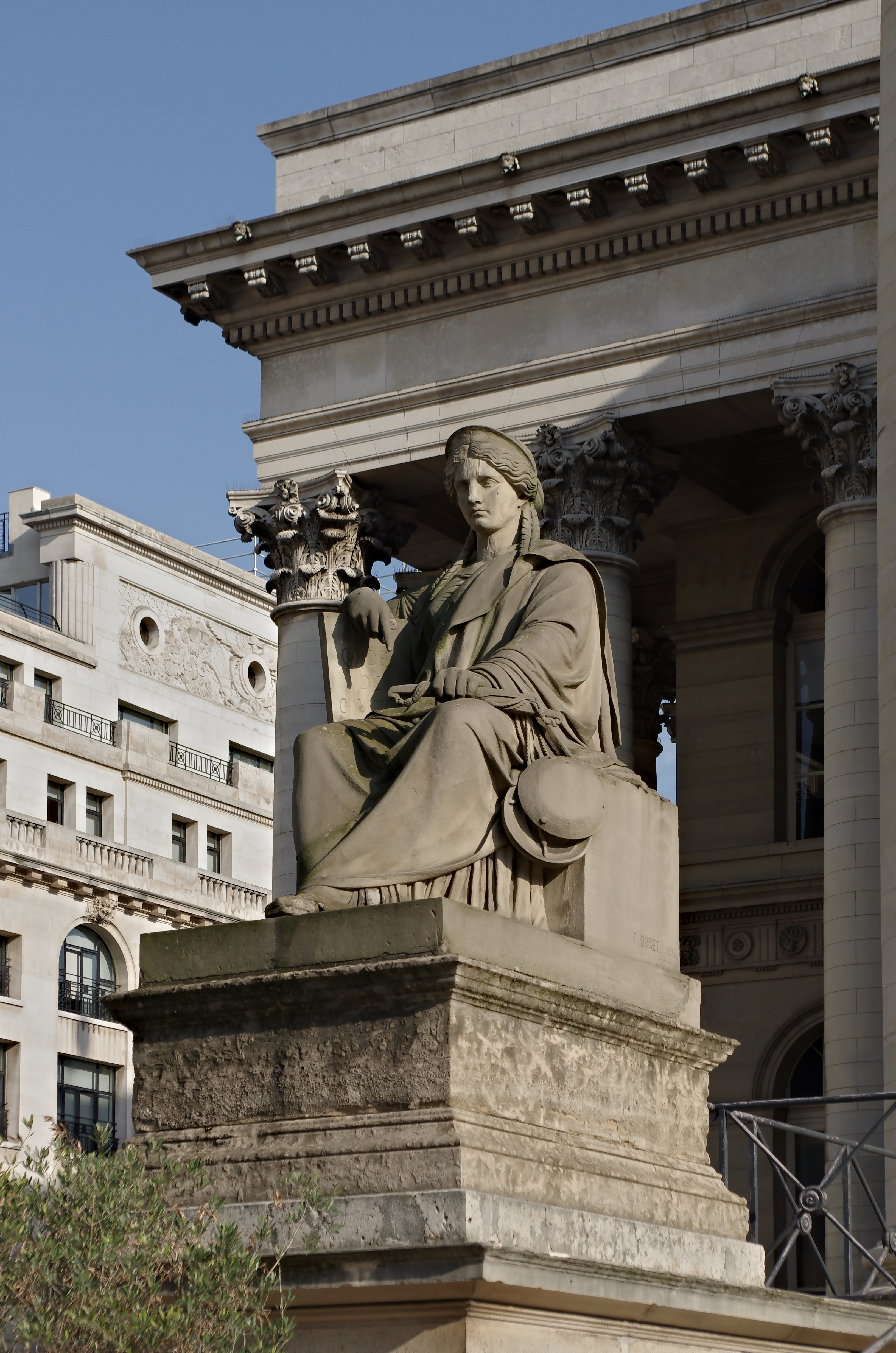
La Justice Consulaire, Skulptur vor dem Palais Brongniart von Francisque Duret aus dem Jahre 1900